# 字幕.in
字幕.in (jimaku.in) はYouTubeの動画に字幕を付けて公開することができるサービス。製作者は矢野さとるで、YouTubeの動画に画像が貼り付けられるサービス「モザモザ動画」、2ch2.net、youtubech.comなどのサイトも手がけていた。なお、英語版も存在した。

## 概要
投稿者はウェブブラウザ上からYouTubeにアップロードされた動画を再生しながら、画面下に字幕を入力して公開することができる。他のユーザーは公開された字幕付きの動画にコメントを付けることができる。2007年2月22日にニコニコ動画がサービスを一時休止して以降、字幕.inへのアクセス数が急増し同年2月末には1日200万ページビューに近づく勢いとなっていた。が、ニコニコ動画のサービス再開後は今まで通りのページビューに戻った。3月5日にジオマックス運営の動画共有サービス「RAGUUN」の協力より動画投稿機能を追加。
4月27日から29日にかけて、サービスが停止した。原因はサーバの不都合と人為的ミスで、投稿されていた字幕などのデータが消えたが、30日までにおおよそ復旧された。
5月24日に株式会社化され、字幕in.株式会社となった。資本金は50万円。
また製作者は、動画に字幕を付けるという発想は、ニコニコ動画に影響を受けていると語っている。ちなみに本家YouTubeでは2008年に字幕登録機能が追加されている。
2011年現在、サイトにはアクセス不可となっている。